# عبعست
عبعست أو عي بعست أو عا بعست، هي إلهة مصرية تتخذ شكل القنفذ، ويُعرف أنها كانت تُعبد في العاصمة الباويطي في الواحات البحرية خلال الأسرة السادسة والعشرين.
وقد تم تصويرها ثلاث مرات على جدران مقابر قارة قصر سليم في الواحات البحرية، من بينها مرتان في مقبرة باننتيو. في هذه التصويرات، ظهرت في هيئة بشرية، ترتدي شعراً مستعارًا ثلاثي الفصوص مع تاج النسر، ويوجد قنفذ فوق التاج كان يميزها تحديدًا. في مقبرة باننتيو، توجد أيضًا كتابة نقشت تضم اسم الإلهة، وهي واحدة من اثنين فقط من الشهادات المعروفة لاسمها.
ولا توجد لها إشارات في أي مواقع أثرية أخرى معروفة. 